# Višnja Biti
Višnja Biti (Zagreb, 30. lipnja 1953.), hrvatska je radijska novinarka, književnica i filmska autorica.

## Životopis
Višnja Biti rođena je 30. lipnja 1953. godine u Zagrebu gdje je završila osnovnu školu i gimnaziju te na Filozofskom fakultetu diplomirala komparativnu književnost i filozofiju.
Od druge godine studija (1973.)  surađuje u Obrazovnom i dječjem programu Hrvatskoga radija (tada Radio Zagreba), od 1978. profesionalno.
Emisiju „Zašto tako“ pokrenula je kao studentica 1976. Emitirano je oko 1800 emisija (do proljeća 2018.). S emisijom „Zašto tako“ sudjelovala je na nekoliko svjetskih festivala i projekata EBU-a. Uz to je radila niz emisija „Od subote do subote“, „Povećalo“, „Iz umjetnikove radionice“„Dobar dan, ovdje Hrvatski radio“ (nju je vodila za domovinskog rata, kao i „Ratnu radio školu - predmet matematika“), „Znameniti Hrvati“, „Savjetovalište“.
U Dramskom programu Hrvatskoga radija autorica je mnogih dokumentarnih radio drama, od kojih su neke izabrane za europske radiodramske festivale. 
Uz urednički i autorski rad na radiju snimila je kao scenaristica i voditeljica nekoliko dokumentarnih serija o životu djece i mladih, emitiranih u Programu za djecu i mlade Hrvatske televizije (više od 100 polusatnih emisija), među kojima su najpoznatije serije „Od zvona do zvona“, „Živjeti kao sav svijet“ i „Ja u zrcalu“ (redatelj Dominik Zen, urednica Stana Jeličić).
Objavila je nekoliko dokumentarnih knjiga. Bila je scenaristica i suredateljica dokumentarnog filma Ljubav nije slijepa, snimljenoga u Rijeci i na Kubi.
Od 2008. voditeljica je radionice za radijsku-reportažu u Školi medijske kulture  „Dr. Ante Peterlić“ u organizaciji Hrvatskoga filmskog saveza. Deset godina vodila je radijsku radionicu za učenike i učitelje u Školi stvaralaštva za darovitu djecu „Novigradsko proljeće“..
Članica je Državnog povjerenstva za Državnu smotru projekata za odgoj i obrazovanje za ljudska prava u organizaciji Agencije za odgoj i obrazovanje Republike Hrvatske. 

## Filmografija
- Ljubav nije slijepa, dokumentarni film  (Zagreb: Hrvatski filmski savez, 2004.)

## Nagrade
- 2017. - Otokar Keršovani za životno djelo u novinarstvu[1]
- 2016. – Nagrada Udruge Pragma za promicanje vrijednosti obrazovanja[2] za „Projekt Građanin“[3]
- 2013. - Nagrada za životno djelo za promicanje prava djeteta Ministarstva socijalne politike i mladih RH[4]
- 2007. - Nagrada Marija Jurić Zagorka Hrvatskoga novinarskog društva, za dokumentarnu radio dramu Dramskog programa Hrvatskog radija[5]
- 2006. – Nagrada Ivan Šibl Hrvatske radiotelevizije za životno djelo[5]
- 2002. – Godišnja nagrada Hrvatske radiotelevizije za emisiju „Zašto tako“[5]
- 1997. - Nagrada Marija Jurić Zagorka Hrvatskoga novinarskog društva za emisiju „Zašto tako“
- 1985. - Prvo mjesto u kategoriji radijske reportaže na Nedjelji radija u Ohridu za emisiju „Zašto tako“
- 1983. – Zlatno pero Hrvatskoga novinarskog društva za radijske emisije „Zašto tako“ i za televizijsku seriju „Pusti me na miru“
- 1977. – Prva nagrada za dječju emisiju na Nedjelji radija u Ohridu

## Vanjske poveznice
- Hrvatski radio, emisija Zašto tako